# خور الخفقة
خور الخفقة يُكتب أحياناً وينطق خور الخفگ‍ة هو خور(1) في جنوب المياه الإقليمية العراقية في شمال الخليج العربي، خور الخفكة هو قناة أقل أعماقها 22 متراً ونصف متر، طول الخور 46 كيلومتراً، وعرضه ألف متر، وفيه 4 انحناءات، المسافة بين خور الخفكة وميناء الفاو النفطي 55 كيلومتراً، وفي سنة 1914 وُضع منار شط العرب في حافّة جنوب خور الخفقة وسط البحر، وفي 18 تشرين الأول سنة 2018، نصَبَت شركة ميناس البحرين العلامةَ الملاحيةَ العراقيةَ الدالّةَ على فنار شط العرب، بالتعاون مع شركة الموانئ العراقية. وُضع في خور الخفقة فنار ملاحي صغير مؤدي إلى أم قصر، ويستعمل البحّارة العراقيون قناة الخفكة، وبُني ميناء البصرة النفطي المسمى سابقاً ميناء البكر في خور الخفقة سنة 1975.

## الهوامش
- «1»: قال كاظم فنجان الحمامي «الخور والهور: مصطلحان عراقيان من المفردات السومرية العريقة، الأول يعني: منخفض مائي في عرض البحر، والثاني: يعني منخفض مائي في المستنقعات الرطبة»،[11] ووصف الباحث عبد الرزاق محمد خور الخفقة بأنه open lagoon.[2] وذكر بشير يوسف فرنسيس أن الأخوار "تمتد من الخليج العربي باليابسة وهي جميعاً مداخل لماء البحر المالح، وإضافة إلى ذلك فإن المنخفض الموجود بين مرتفعين في قعر البحر يُسمى "خوراً" أيضاً.[12] وقال محمد الكاتب في كتابه (شط العرب وشط البصرة) "الخور يفتح الخاء وسكون الواو ( في اللغة هو المنخفض من الارض بين النشزين أي بين المرتفعين وتستعمل كلمة الخور إذا كان لدينا طريق للماء في الارض فهناك مثلا خور عبد الله وخور الزبير وخور موسى وكلها أخوار تمتد من الخليج العربي في الارض وهي جميعا مداخل لماء البحر المالح واضافة لذلك فإن المنخفض الموجود بين مرتفعين في قعر البحر يسمى خورا ايضا فاذا بدأ المنخفض من البحر وانتهى في اليابسة أو قربها فهو خور ولدينا مثل على ذلك بخور العمية بفتح العين وسكون الميم وفتح الياء حيث يوجد الميناء العميق لتحميل ناقلات النفط الضخمة في الخليج العربي قرب مدخل شط العرب وهناك ايضا خور خفقة وهو ايضا مثل خور العمية عبارة عن وادى تحت قعر البحر يبدأ في البحر وينتهي فيه".[13]